# AVLS

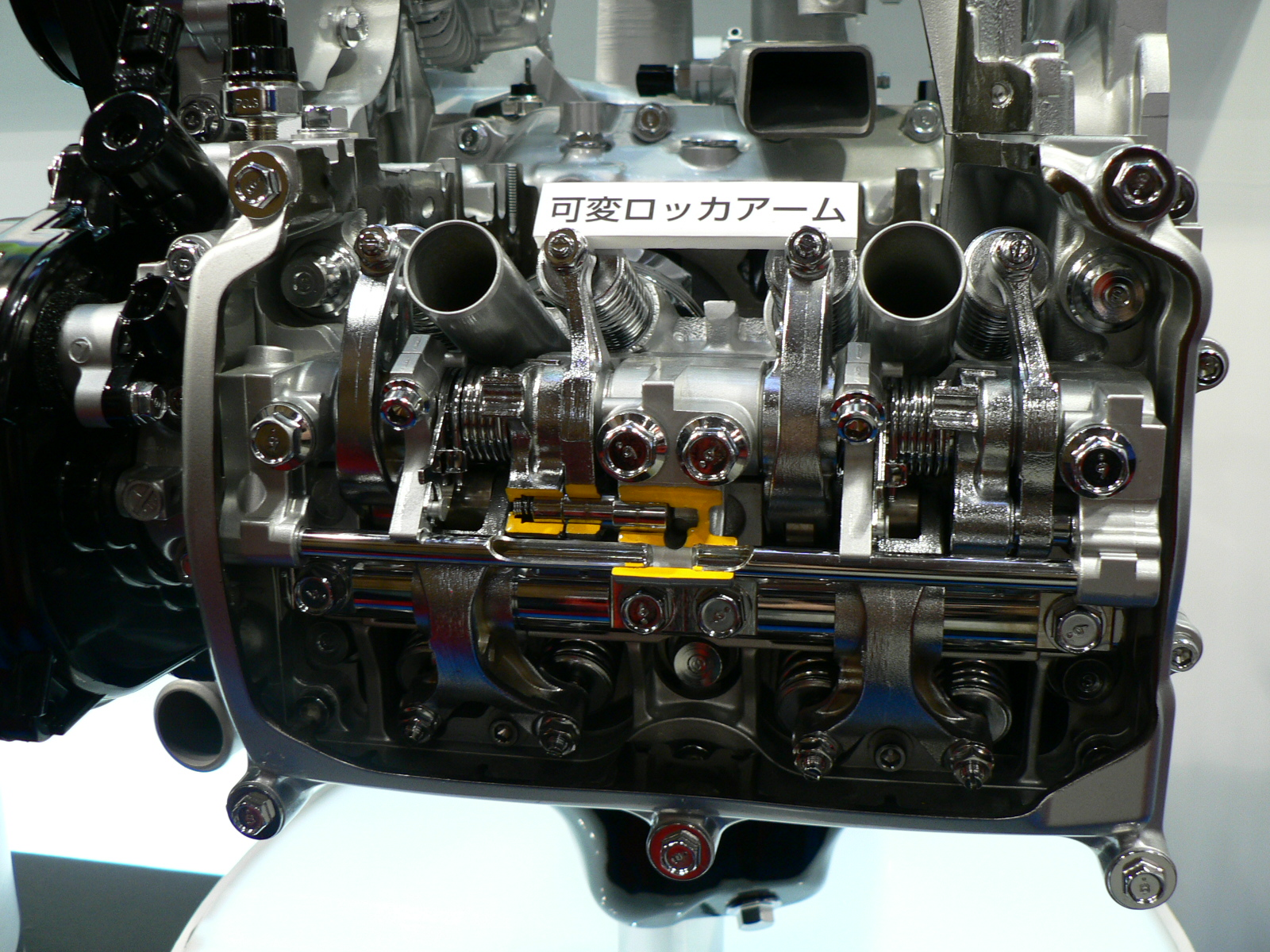
AVLS Subaru

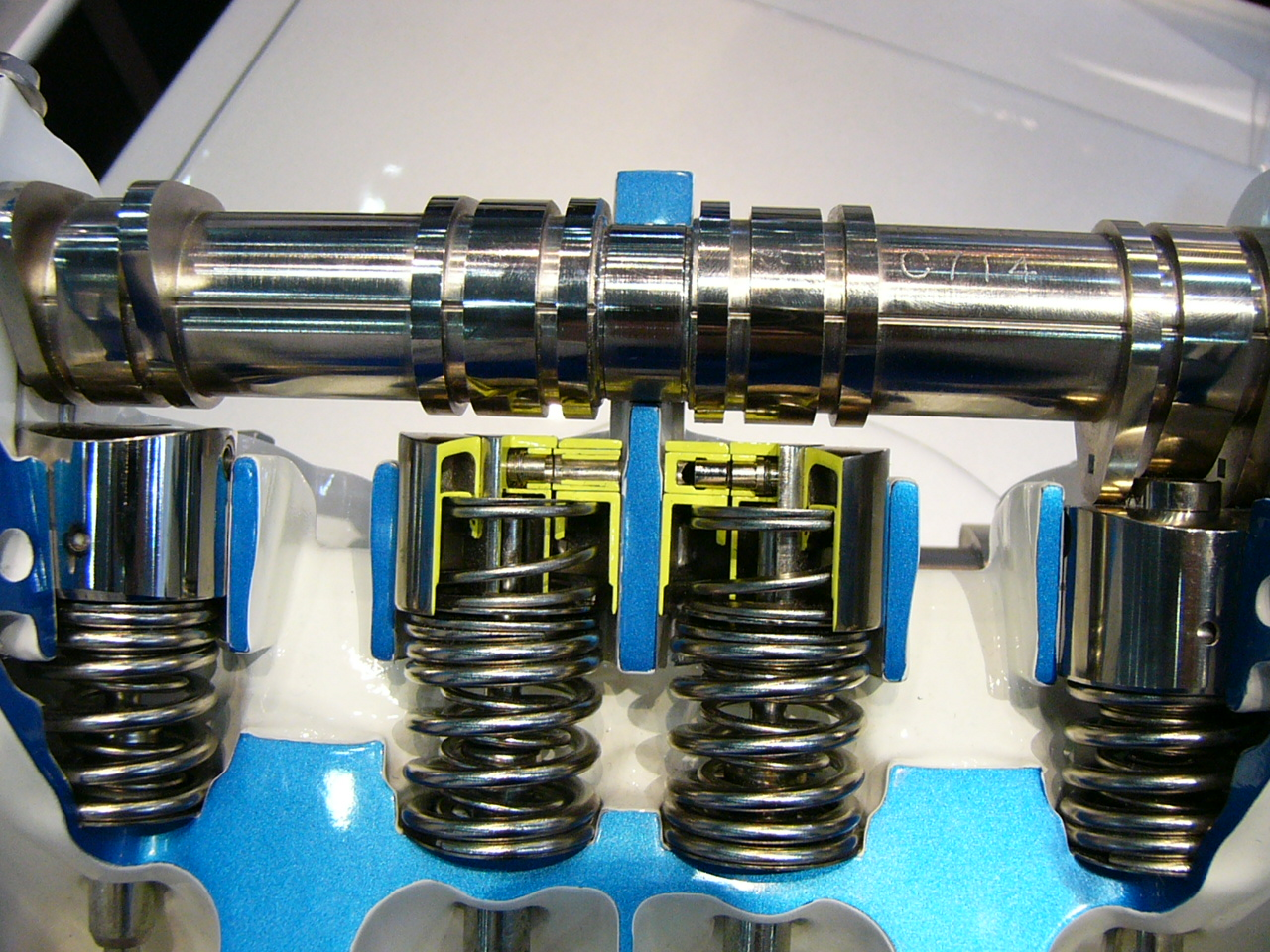
AVLS Subaru

L'AVLS o I-Active Valve Lift System è una tecnologia sviluppata da Subaru, per la variazione della fasatura delle valvole, l'apertura e l'alzata, tramite l'utilizzo di valvole idrauliche governate da due insiemi di alberi a camme, con camme indipendenti, bloccati a pressione.
Questo sistema è simile a Honda VTEC. Cam, il bloccaggio è fatto tramite lo spostando di una spilla tramite la pressione idraulica.
Come con gli altri sistemi per la variazione della fasatura, permette d'avere un comportamento più tranquillo del motore ai bassi regimi, anche utilizzando un albero a camme con profili dei lobi più simili a quelli per un motore ad elevati regimi.
AVLS è stato utilizzato per la prima volta da parte di un motore aspirato Subaru da 2,5 litri quattro cilindri a partire dai modelli dell'anno 2006.
Per i turbocompressi e motori Subaru sei cilindri si continua ad utilizzare l'AVCS (Variable cam phasing).
Se li confrontiamo, il nuovo motore 2.5 che adotta il sistema AVLS, ha una curva di coppia più estesa e più piatta rispetto al precedente senza AVLS, con o senza AVCS, ed ha anche un aumento della potenza massima da 165 cv (123 kW) a 175 CV (130 kW) su tutto l'arco di funzionamento. L'obiettivo è quindi una migliore economia di carburante, il miglioramento delle prestazioni, ed una maggiore guidabilità.

## Funzionamento
Con il motore (a 4 valvole per cilindro) a bassa velocità, ciascuna delle due valvole d'aspirazione per ogni cilindro è governata da due diversi profili dell'albero a camme, dove una valvola viene azionata da una camma bassa e con una fasatura ristretta, mentre l'altra è azionata da una camma con un profilo molto più sporgente e con una fasatura più ampia, per aumentare la velocità dell'aria causando una buona polverizzazione, e allo stesso tempo promuovere un fattore di turbolenza, aumentando così l'efficienza.
Con il motore ad alti regimi invece, l'ECU (Engine Control Module) computerizzata segnala ad un solenoide di far pressione sull'olio, il quale sposterà un perno che blocca i due lobi insieme, questo significa che entrambe le valvole d'aspirazione saranno effettivamente guidate con il profilo più pronunciato dell'albero a camme, e ciò aumenterà la potenza massima.
Il punto di commutazione è controllato dalla ECU e varia a seconda dei regimi del motore, del carico motore/apertura al comando del gas (sensore di vuoto), alla pressione atmosferica (barometro sensore), e ad altri fattori.